# Dysderoidea
Dysderoidea es una superfamilia de arañas araneomorfas, con cuatro familias de arañas de seis ojos:
- Dysderidae: 24 géneros, 524 especies
- Oonopidae: 88 géneros, 857 especies
- Orsolobidae: 28 géneros, 181 especies
- Segestriidae: 3 géneros, 118 especies